# Bathytoma formosensis
Bathytoma formosensis é uma espécie de gastrópode da família Borsoniidae.